# Breitblättriger Strandflieder
Der Breitblättrige Strandflieder (Limonium latifolium) ist eine Pflanzenart aus der Gattung der Strandflieder (Limonium) in der Familie der Bleiwurzgewächse (Plumbaginaceae).

## Merkmale
Der Breitblättrige Strandflieder ist eine ausdauernde, krautige Pflanze, die Wuchshöhen von 50 bis 80 (100) Zentimeter erreicht. Die Blätter und Blütenstängel sind zerstreut sternhaarig. Die Blätter messen 25 bis 60 × 8 bis 15 Zentimeter. Die Ährchen sind ein- bis zweiblütig. Die Kelchzipfel sind stumpf. Die Krone ist hellviolett.
Die Blütezeit reicht von Mai bis Juli.

## Vorkommen
Der Breitblättrige Strandflieder kommt in Ost- und Südost-Europa sowie im Kaukasus in Steppen und Waldsteppen vor.

## Nutzung
Der Breitblättrige Strandflieder wird zerstreut als Zierpflanze für Naturgärten und Staudenbeete sowie als Schnitt- und Trockenblume genutzt. Die Art ist seit spätestens 1791 in Kultur. Die Sorte 'Violetta' hat dunkelblaue Blüten.